# Карівець Ігор Володимирович
І́гор Володи́мирович Ка́рівець (*21 лютого 1968, Львів) — український науковець у галузі філософії й перекладач. Відомий передусім завдяки працям у галузі феноменології, філософського аналізу езотеризму та інтегрального традиціоналізму (лат. philosophiae perennis).

## Біографічні дані
Ігор Карівець здобув вищу освіту у Львівському політехнічному інституті на радіотехнічному факультеті (1986—1992), пізніше закінчив з відзнакою філософський факультет Львівського державного університету імені Івана Франка (1992—1997).
Навчався в аспірантурі при кафедрі філософії Львівського національного університету імені Івана Франка (1997—2000). З 1998 по 2005 роки працював учителем філософії у Приватному ліцеї імені Климентія Шептицького. У 2005 році захистив кандидатську дисертацію «Семантика трансцендентного в соціальному бутті людини» за спеціальністю «Соціальна філософія та філософія історії». Науковим керівником був доктор філософських наук, професор Анатолій Карась, завідувач кафедри філософії Львівського університету. На кафедрі філософії Національного університету «Львівська політехніка» Ігор Карівець працює з 2002 року (у 2002—2006 рр. — на посаді старшого викладача, з 2006 р. — на посаді доцента). У 2011 році йому присвоєно вчене звання доцента.
У жовтні 2015 року він захистив докторську дисертацію «Повсякдення у просторі соціально-філософської рефлексії: теорії, елементи та принципи дослідження» за спеціальністю «Соціальна філософія та філософія історії». Науковим керівником був доктор філософських наук, професор Іван Карпенко, декан філософського факультету Харківського національного університету імені Василя Каразіна.
Ігор Карівець — ініціатор та співорганізатор щодворічної Всеукраїнської науково-практичної конференції «На шляху до синтезу філософії, науки і релігії» (проводиться з 2007 року). Один із організаторів проекту «Логос Традиції» (2011 рік).
Коло наукових інтересів Ігоря Карівця охоплює соціальну філософію, онтологічні та гносеологічні проблеми постнекласичної науки, філософську антропологію, філософію свідомості, феноменологію повсякдення та дидактику філософії.
Перекладач з польської й англійської мов.

## Твори

### Переклади
- Мішель Фуко. Що таке Просвітництво? / Пер. з франц. Ігора Карівця // Гуманітарні візії. - 1(2). - 2015. - С.109-116
- Крішнамурті Дж. Початки навчання / Пер. з англ.: Ігор Карівець, Ірина Карівець. — Львів: Аверс, 2008. — 212 с. — (Серія «Логос Традиції»)
- Крішнамурті Дж. Свобода від відомого. Перша й остання свобода / Пер. з англ., передмова, примітки Ігоря Карівця, літературне редагування та коректура Ірини Карівець. — Львів: ЗУКЦ, 2012. — 192 с. — (Серія «Логос Традиції»)
- Оскар Вайлд. Душа людини за Соціалізму/ Пер. з англ. Ігор Карівець, Ірина Карівець // Кур'єр Кривбасу. — 2012. — № 276-277. — с. 77-104.
- Скарґа Б. «І на початку було слово»/ Барбара Скарґа//Вісник «Філософські науки» Національного університету «Львівська політехніка» — № 780-2014 — С. 109—112

### Наукові праці
Монографії:
- Карівець І. В. Повсякдення: між трансценденталізмом і дивовижністю. -Львів: Видавництво Львівської політехніки, 2012. — 256 с.
- Карівець І. В. Від редукованого до складнісного: особливості постнекласичного мислення та науки (розділ колективної монографії) // Наука і цінності людського буття: колективна монографія. За заг. ред. д-ра філос. наук, професора В. П. Мельника. — Львів: ЛНУ імені Івана Франка, 2013. — С.64-77.

Статті:
- Karivets Ihor. Kazimierz Twardowski’s analysis of thinking and rationalism // Епістемологічні дослідження у філософії, соціальних і політичних науках. – 2022. – Vol. 5, iss. 1. –  С. 35–42

- Karivets Ihor, Kadykalo Andrii. Modern Western philosophy and Ukrainian philosophical ideas in Eastern Galicia: the cases of Hankevych and Svientsits’kyi [Електронний ресурс] // Studies in East European Thought. – 2022.

- Карівець І. В. Джидду Крішнамурті: “мислення без думання”, осяяння та ґрунт // Епістемологічні дослідження у філософії, соціальних і політичних науках. – 2021. – Т. 4, № 1. –  С. 13–19.

- Карівець І. В. Пізнавальний потенціал спекулятивного мислення: британська спекулятивна метафізика абсолюту // Епістемологічні дослідження у філософії, соціальних і політичних науках. – 2020. – Т. 3, № 1. –  С. 44–50

- Карівець І. В. Справа мислення Мартина Гайдеґера // Філософська думка. – 2020. – № 1. –  С. 70–79.

- Карівець І. В. Апофатична філософія свободи Джидду Крішнамурті // Філософська думка. – 2019. – № 3. –  С. 104–116.

- Karivets Ihor. F. Brentano and K. Twardowski: some traces of their influence on the contemporary Ukrainian scholars // Problemos. – 2019. – Vol. 96. –  P. 96–106

- Карівець І. В. Проблемне навчання філософії (на прикладі Національного університету «Львівська політехніка») // Філософія освіти. – 2018. – Т. 22 (1). –  С. 180–198.

- Карівець І. В. Революція Гідності у гуманітаристиці України // Філософська думка. – 2017. – № 6. –  С. 99–110.

- Карівець І. Суть філософії, або чому ненавидять філософію // Гуманітарні візії. - 2017. - 3 (1). - С. 81–86

- Карівець І. Метафілософія Григорія Сковороди // Гуманітарні візії. - 2016. - 2 (1). - С. 87-90
- Карівець І. Метафора дуалізму у гностицизмі // На шляху до синтезу філософії, науки та релігії. Матеріали Круглого столу на тему: «Поетика і практика езотеризму», 3-4 квітня 2015 року / За ред. І. В. Карівця. Львів: «Салон оперативної поліграфії», 2015. — С. 49-56
- Карівець І. В. Публічна політика за умов кризи, або коли Платон зустрічається з Людвігом фон Мізесом // Економічна теорія та публічна політика: цикл конференцій «Людвіґ фон Мізес і сучасні суспільства» [Текст]: зб. наук. пр. / за наук. ред. М. З. Буника, І. Б. Кіянки — Львів: ЛРІДУ НАДУ. — C. 39 — 45
- Карівець І. В. Філософія і філософська освіта //Філософська думка. — 2014. — № 6. — С.77-81
- Карівець І. В. Повсякдення як об'єкт і як феномен: спроба синтезу двох стратегічних підходів / І. В. Карівець // Схід. Аналітично-інформаційний журнал: економіка, історія, філософія. — № 4(136) травень-червень 2015. — С. 36-39
- Карівець І. В. Буття і становлення в екзистенціалістській антропології С. К'єркеґора / І. В. Карівець // Идеи. Философско списание. — Книжка 1 (3). — Април, година II, 2014. — Пловдив (Бьлгария). — С. 179—186
- Карівець І. В. Повсякденні практики і зміна / І. В. Карівець // Філософські пошуки. Вип. І. — Львів: Ліга-Прес, 2014. — 238 с. — С.145-153
- Карівець І. В. Фундаментальна онтологія Мартіна Гайдеґґера: справжність і повсякденні практики / І. В. Карівець // Схід. Аналітично-інформаційний журнал: економіка, історія, філософія. — № 3(129) травень-червень 2014. — С. 81-85
- Карівець І. В. Метаметодологічні особливості метатеорії повсякдення / І. В. Карівець // Схід. Аналітично-інформаційний журнал: економіка, історія, філософія. — № 2(128) березень-квітень 2014. — С. 136—141
- Karivets I. Contemplation, Miracle and Novelty: Towards the Foundations of Religious Experience// Sententiae: Наукові праці Спілки дослідників модерної філософії (Паскалівського товариства). — № 2 (ХХІХ). — 2013. — С. 127—137
- Карівець І. Антропологічні та соціальні аспекти ситуації: Сартр, Ясперс, Рікер / І.Карівець // Вісник Нац. ун-ту «Львівська політехніка». № 750. — Філософські науки. — Львів: Вид-во Львівської політехніки, 2013. — С. 23-28 — 111 с.
- І. Карівець. Джидду Крішнамурті: між адвайтою-ведантою і буддизмом / Карівець І. // Історія релігій в Україні: науковий щорічник / упоряд. О. Киричук, М. Омельчук, І. Орлевич. — Львів.: Інститут Релігієзнавства — філія Львівського музею історії релігії; вид-во «Логос», 2013. — Книга II. Частина 2: Соціологія і політологія. Частина 3: Філософія та етнологія. Частина 4: Музейництво, сакральне мистецтво. — С. 198—207
- Карівець І. В., Кудлик З. В. Філософські особливості екологічної свідомості // Філософські обрії. Науково-теоретичний часопис Інституту філософії імені Г. С. Сковороди НАН України та Полтавського державного педагогічного університету імені В. Г. Короленка. — Випуск 27. — Київ-Полтава, 2012. — С. 80-90
- Карівець І. Динамічна рівновага життєсвіту людини // Гілея: науковий вісник. Збірник наукових праць / Гол. ред. В. М. Вашкевич. — К.: ВІР УАН, 2012. — Випуск 58 (№ 3). — С. 274—278
- Карівець І. Інтуїція і «чуття буденності» // Гілея: науковий вісник. Збірник наукових праць / Гол. ред. В. М. Вашкевич. — К: ВІР УАН, 2012. — Випуск 61 (№ 6). — С. 266—270
- Карівець І. Некласична філософія, повторення і повсякдення // Гілея: науковий вісник. Збірник наукових праць / Гол. ред.. В. М. Вашкевич. — К.: ВІР УАН, 2012. — Випуск 64 (№ 9). — С.218-221
- Карівець І. Чому капіталізм неможливий за олігархії? Людвіѓ фон Мізес про світоглядні основи капіталізму // Економіка та бюрократія у відкритому суспільстві: до 130-ї річниці з дня народження Людвіѓа фон Мізеса: зб. наук. пр. / за ред. М. З. Буника, І. Б. Кіянки. — Львів: ЛРіДУ НАДУб 2012. — С. 178—186
- Каривец И. В.  Лео Штраус о чтении и интерпретации эзотерических текстов // Мистико-эзотерическое движение в теории и практике. «Тайное и явное»: многообразие репрезентаций эзотеризма и мистицизма. Сб. материалов Четвертой международной конференции (2-4 декабря 2011 г., Дпепропетровск) / Под ред. С. В. Пахомова. — СПб.: РХГА, 2011. — С. 46-55
- Karivets I. Is the Phenomenon of Non-Intentional «Self-Other» relation Possible?// Analecta Husserliana. The Yearbook of Phenomenological Research. Volume CV. Phenomenology and Existentialism in the Twentieth Century. Book 3. Heralding the New Enlightenment. Edited by Anna-Tereza Tymieniecka, Springer Dordrecht Heidelberg London New York, 2010, P. 209—220
- Карівець І. Перевизначаючи притомність і свідомість// Parerga: Międzynarodowe Studia Filozoficzne. Tom 2: 2010. — Warszawa: Wyższa Szkoła Finansów i Zarządzana. — S. 69-80
- Карівець І. Повсякденність: феноменологічний аналіз // Філософські пошуки. — Вип. ХХІІІ. — Львів-Одеса, 2007. — С.170-182.
- Карівець І. Осмислення тіла в постмодерністській французькій філософії // Вісник Нац. ун-т «Львів. політехніка». — № 578. Філософські науки. — 2007. — С. 29-34.
- Карівець І. Типи філософувань, або як і для чого мислять? // Вісник Нац. ун-т «Львів. політехніка». — № 550. Філософські науки. — 2006. — С. 23-30.
- Карівець І. Людське пізнання: між образом і схемою // Вісник НУ «Львівська політехніка». — № 525. Філософські науки. — 2005. — С.17-24.
- Карівець І. Що таке спільне? // Філософські обрії. Науково-теоретичний часопис. — 2004. — № 11. — С.80-94.
- Карівець І. Навчання філософії в середній школі та природа мислення // Філософські пошуки. — Вип. ХХ. — Львів-Одеса, 2004. — С.33-43.
- Карівець І. Про мислення і мислителя // Філософські обрії. Науково-теоретичний часопис. — 2002. — № 10. — С.35-45.

## Участь у конференціях за межами України
- "Kazimierz Twardowski on Philosophy and Contemporary Discussion Between Representatives of Natural Sciences and Humanities in Ukraine / Kazimierz Twardowski o filozofii a współczesna dyskusja miedzy przedstawicielami nauk przyrodniczych i humanistycznych na Ukrainie", International Symposium "Kazimierz Twardowski and Philosophy in the Central Europe, University of Warsaw, October 11-12, 2018.
- «Is the Phenomenon of Non-Intentional „Self-Other“ relation Possible?», The Fourth World Congress of Phenomenology «Phenomenology and Existentialism in the Twentieth Century», August 17-20 2008, Jagiellonian University of Krakow, Poland.
- «On the nature of common sense and scientific knowledge: post-non-classical research», International Conference «Scientific and Common Knowledge: the Big Divide?», organized by Katedra Filozofii Wyższej Szkoły Gospodarki w Bydgoszczy and Laboratoire de Philosophie et d'Histoire des Sciences — Archives Poincaré, Nancy-Université, Université Nancy 2 & Centre National de la recherché Scientifique (Unité Mixte de Recherche 7117), September 5-6 2007, Bydgoszcz, Poland.
- «What stands behind the atheism of Nietzsche and Heidegger?», 2 Treffen der Martin-Heidegger-Forschungsgruppe «Heidegger und Nietzsche», May 26-29 2004, Schloss, Meßkirch, Germany.